# St. Margaretha (Bedersdorf)

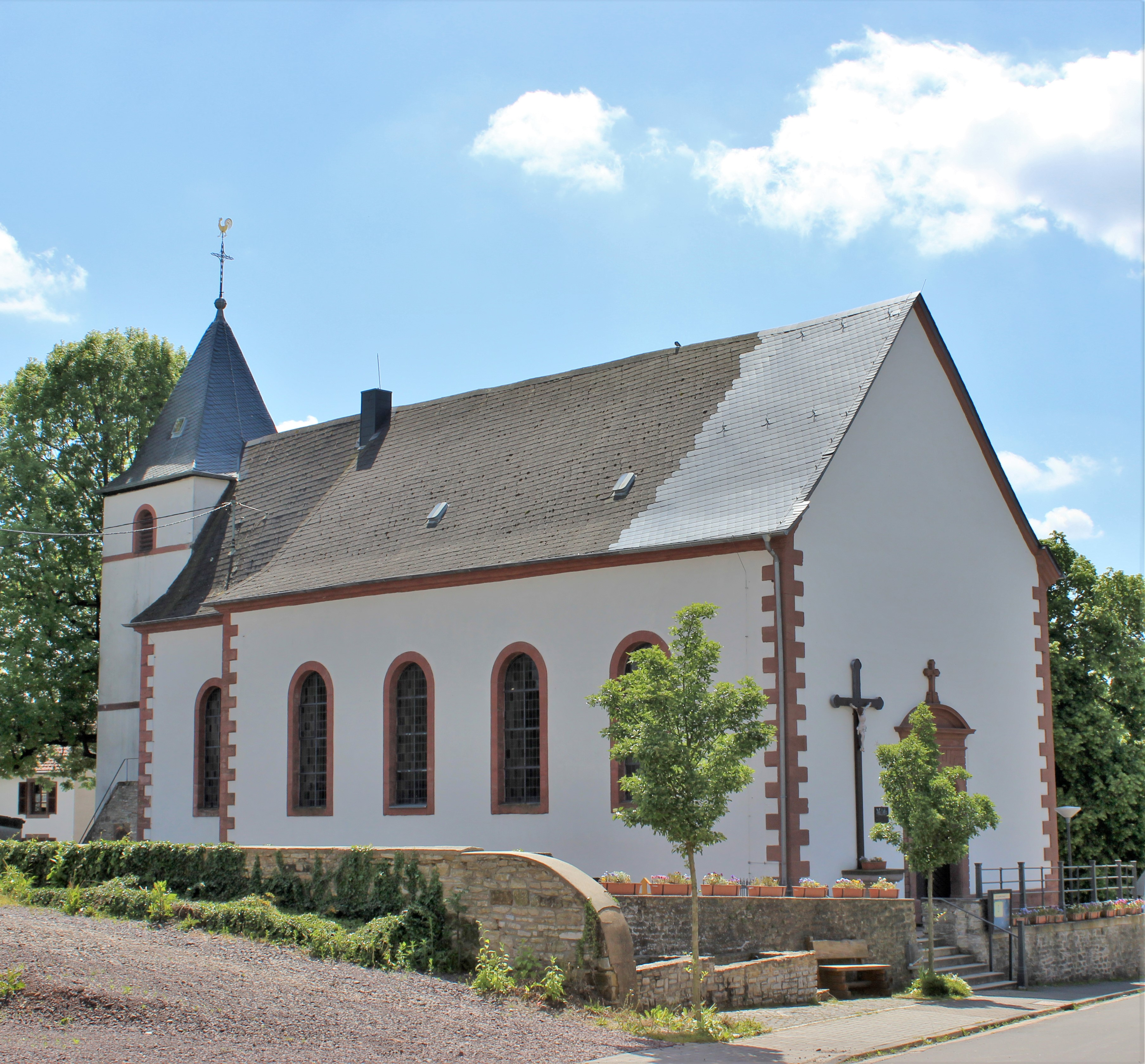
Die katholische Kirche St. Margaretha in Bedersdorf

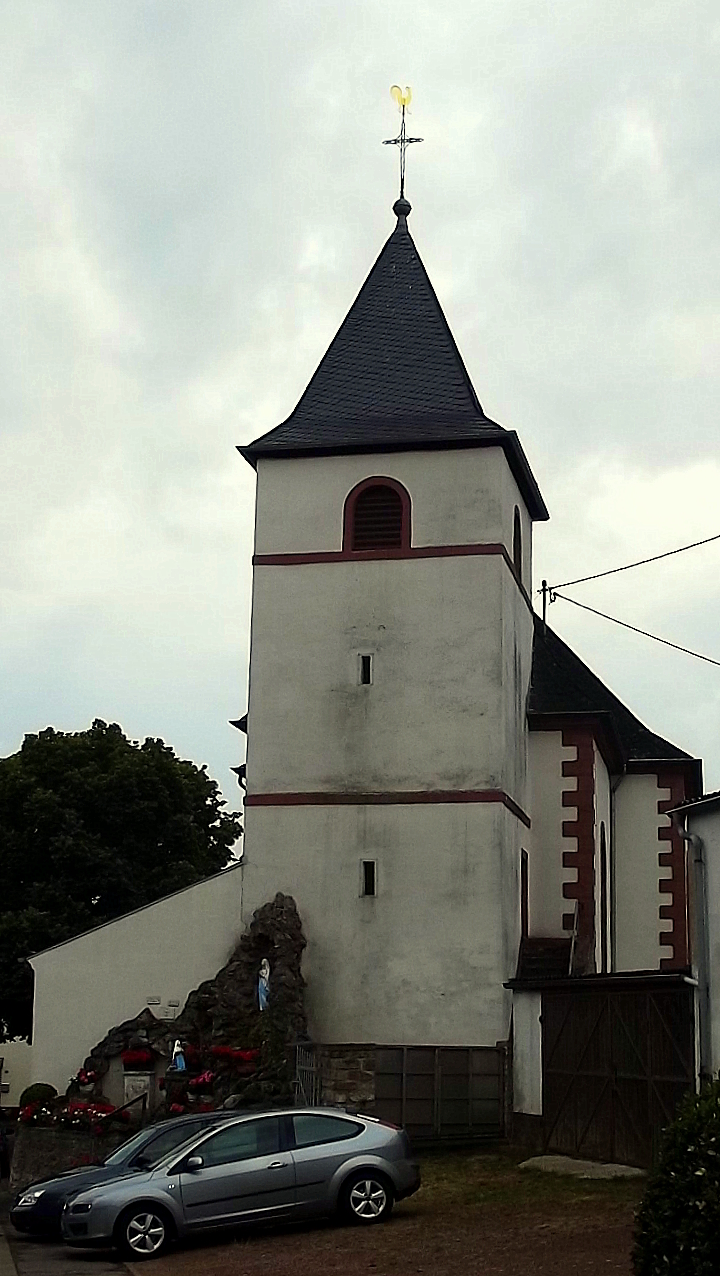
Kirchturm

Die Kirche St. Margaretha ist eine der heiligen Margareta gewidmete katholische Kirche in Bedersdorf, einem Ortsteil der Gemeinde Wallerfangen, im saarländischen Landkreis Saarlouis. In der Denkmalliste des Saarlandes ist die Kirche als Einzeldenkmal aufgeführt.

## Geschichte
Bereits im Jahr 1140 wurde von der Existenz einer Kirche in Bedersdorf berichtet. Die heutige Kirche wurde im Jahr 1732 errichtet. Sie erfuhr im Jahr 1776 eine Erweiterung.
Nach schweren Beschädigungen im Zweiten Weltkrieg erfolgten nach 1945 nur notdürftige Restaurierungsarbeiten an dem Gotteshaus, denen im Jahr 1954 gründlichere folgten. Zuletzt wurde die Kirche im Jahr 1999 einer Restaurierung unterzogen.

## Kirchengebäude
Bei der Kirche St. Margaretha in Bedersdorf handelt es sich um eine barocke Saalkirche. Das Kirchengebäude gliedert sich von West nach Ost in das vierachsige Langhaus, das in einen schmaleren einachsigen Chorraum übergeht, an den wiederum ein quadratischer Turm mit Pyramidendach angefügt ist. Die Fenster der Kirche sind Rundbogenfenster. Abgesehen von der Eckquaderung von Langhaus und Chor ist die Außenfassade sehr schlicht gestaltet. Links neben dem Eingangsportal in der giebelständigen Westfassade ist ein Kruzifix über einem steinernen Podest an der Wand angebracht. Das Portal der Kirche besteht aus einer zweitürigen Eingangspforte und einem darüberliegenden Oberlicht. Nach oben abgeschlossen wird das Portal mit einem Flachbogen, auf dem ein Kreuz sitzt.
Die Ausmalung der Kirche stammt aus dem Jahr 1954.

## Orgel
Die Orgel der Kirche wurde im Jahr 1908 durch Mamert Hock (Saarlouis) erbaut. Das Kegelladen-Instrument ist auf einer Empore aufgestellt und verfügt über 15 (16) Register, verteilt auf 2 Manuale und Pedal. Die Spiel- und Registertraktur ist pneumatisch. Die Disposition lautet wie folgt:
| I Hauptwerk C–f3 |                 |       |
| 1.               | Principal       | 8′    |
| 2.               | Flöte           | 8′    |
| 3.               | Salicional      | 8′    |
| 4.               | Octave          | 4′    |
| 5.               | Rauschpfeife II | 2 ⁄3′ |

| II Manual C–f3 |                 |        |
| 6.             | Bourdon (ab c)  | 16′    |
| 7.             | Geigenprincipal | 8′     |
| 8.             | Gedackt         | 8′     |
| 9.             | Viola           | 4′     |
| 10.            | Offenflöte      | 4′     |
| 11.            | Nasat           | 2 ⁄3′  |
| 12.            | Waldflöte       | 2′     |
| 13.            | Terz            | 1 3⁄5′ |

| Pedal C–d1 |                             |     |
| 14.        | Subbass                     | 16′ |
|            | Echobass (Windabschwächung) | 16′ |
| 15.        | Violon                      | 8′  |

- Koppeln:
  - Normalkoppeln: II/I, I/P, II/P
  - Superoktavkoppeln: II/I
- Spielhilfen: 1 freie Kombination, Tutti, Pedalumschaltung, Absteller für Aliquoten sowie Manualer 16' und Superoktavkoppel, Registercrescendotritt